# فردریک ون نایز
فردریک ون نایز (به انگلیسی: Frederick Van Nuys) سناتور سابق عضو حزب دموکرات ایالات متحده آمریکا بود. وی در سال ۱۹۳۳ تا ۱۹۴۴ میلادی سناتور ایالت ایندیانا در سنای ایالات متحده آمریکا بود.